# Lycodes soldatovi
Lycodes soldatovi es una especie de pez de la familia de los Zoarcidae en el orden de los perciformes.

## Morfología
Los machos pueden llegar a alcanzar los 66 cm de longitud total.

## Hábitat
Es un pez de mar y de aguas profundas que vive entre 153-1030 m de profundidad.

## Distribución geográfica
Se encuentra en los mares de Ojotsk y Bering.

## Observaciones
Es inofensivo para los humanos.